# روبنسون (رسام توضيحي)
روبنسون (بالألمانية: Werner Kruse)‏ هو رسام توضيحي ألماني، ولد في 1910، وتوفي في 1994.